# دارما و گرگ
دارما و گِرِگ (به انگلیسی: Dharma & Greg) کمدی موقعیت آمریکایی‌ای است که توسط کمپانی‌هایی که مهم‌ترین آن‌ها چاک لور است برای شبکهٔ ABC تهیه شده بود که اولین اپیزود آن در ۲۴ سپتامبر سال ۱۹۹۷ بر روی آنتن رفت و تا ۳۰ آوریل سال ۲۰۰۲ نیز پخشش ادامه داشت که در آن جنا الفمن و توماس گیبسون در نقش‌های دارما و گرگ مونتگومری که زوجی هستند که به تازگی با یکدیگر ازدواج کرده‌اند، بازی می‌کنند.
بازی در این مجموعه برای جنا الفمن بسیار موفقیت‌آمیز بود تا جایی برای بهترین بازیگر، جایزه معتبر گلدن گلوب را به‌دست‌آورد. همچنین سریال در جوایز امی و جایزه ستلایت نیز موفقیت‌هایی را کسب نمود.

## بازیگران
جنا الفمن در نقش دارما مونتگومری
توماس گیبسون در نقش گریگوری مونتگومری
سوزان سالیوان در نقش کاترین (کیتی) مونتگومری (مادر گرگ)
میتچ رایان در نقش ادوارد مونتگومری (پدر گرگ)
میمی کندی در نقش ابیگل کندی (مادر دارما)
آلن راچینز در نقش لری فینکلشتاین (پدر دارما)
جوئل ماری در نقش پیت (دوست گرگ)

## توضیحاتی کوتاه دربارهٔ شخصیت‌های سریال
جنا الفمن در نقش دارما فری‌دام (فینکل‌اشتاین) مونتگومری (به انگلیسی: Dharma Freedom [Finklestein] Montgomery)، همسر گرگ (به انگلیسی: Greg) است. او بسیار پر سر و صدا و شلوغ است، با این حال اخلاق بسیار خوبی دارد و اطرافیان خود را به راحتی می‌بخشد و از اشتباهاتشان چشم پوشی می‌کند. دارما، گرگ را به توجه کردن به زندگی و سلامتی تشویق می‌کند، گرگ که اکثر ساعت‌های زندگی‌اش را در حال به‌دست آوردن پول و ثروت صرف کرده‌است. حالا با زنی آشنا می‌شود که دقیقاً در نقطه مقابل او قرار دارد.
پدر و مادر دارما، نام او را از فلسفه بودایی‌ها انتخاب کردند و دوست سرخ‌پوست پدر دارما، به او لقب «دختر مرد دیوانه» را داده‌است.
توماس گیبسون که در نقش وکیل گریگوری «گرگ» کلیفورد مونتگومری ظاهر می‌شود، مردی که پس از اولین ملاقاتش با دارما، با وی ازدواج می‌کند. اخلاق او بسیار خوب، نجیب و البته شسته رفته‌است، زیرا همواره در بالای شهر زندگی کرده‌اند و این باعث شده تا او کمی پایبند رفتارهای آن‌ها باشد.
سوزان سالیوان در نفش کاترین «کیتی» مونتگومری که جزو زنان مرفه و قابل ستایش جامعه‌اش محسوب می‌شود. مادری است که آرزوهای زیادی برای فرزندش دارد و در ابتدا از آشنایی و ازدواج دارما با گرگ ناخشنود است اما به تدریج این حس از بین می‌رود.
میچ رایان در نقش ادوارد مونتگومری، پدر عجیب و غریب گرگ است؛ که عقاید عجیبی دارد و همواره با پدر دارما، اد که او را «فینکلشتاین» صدا می‌زند در حال جر و بحث دربارهٔ موضوعات مختلف همچون جنگ ویتنام و مسائل سیاسی است.